# Niccola Spinelli

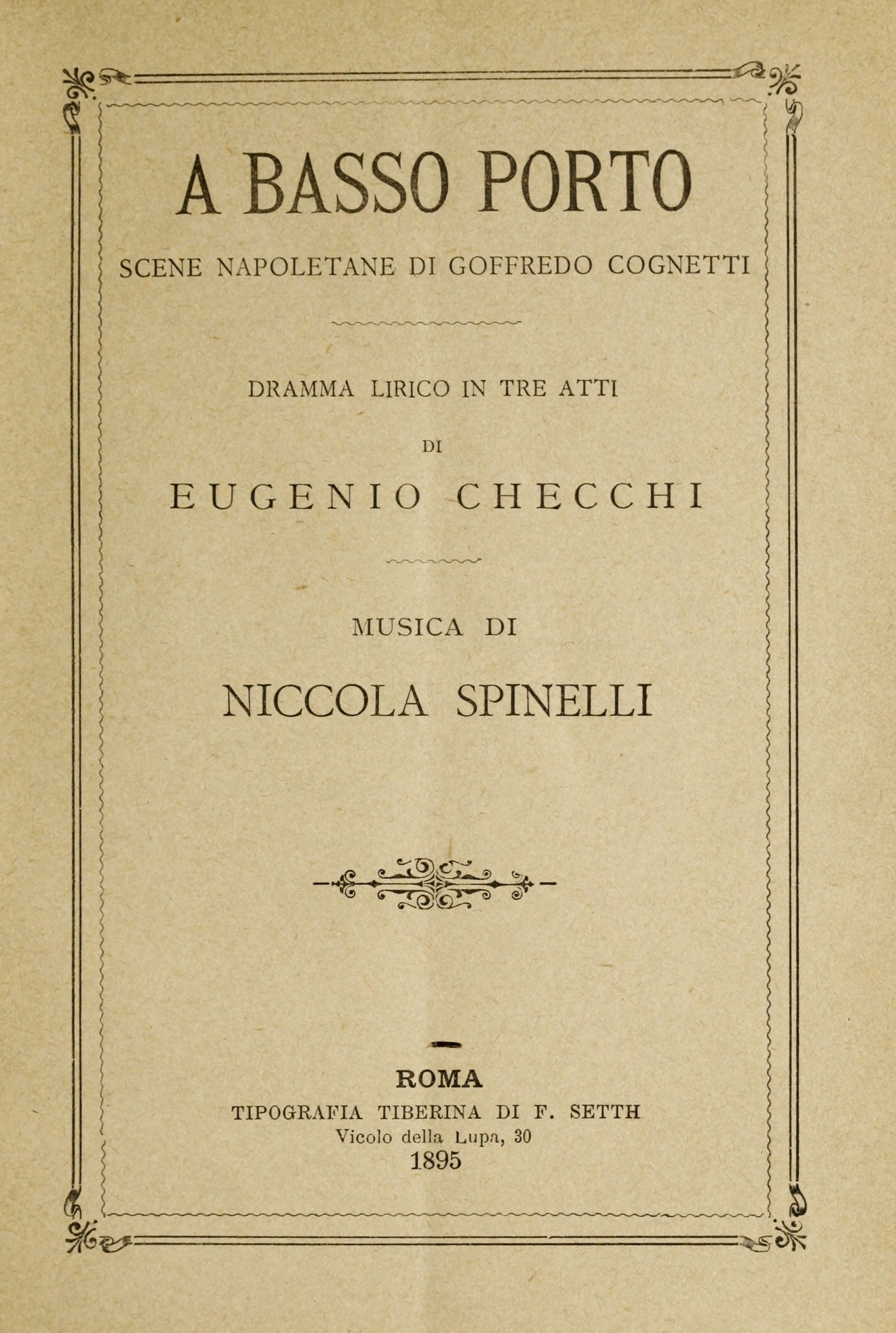
Portada de l'òpera A Basso Porto, música de Niccola Spinelli, impresa el 1895.

Niccola Spinelli (Torí, Itàlia, 1865 - Roma 18 d'octubre de 1909) va ser un compositor d'òperes italià.
Nascut a Torí, fill d'un jurista, després d'estudiar a Florència amb Luigi Mancinelli i Roma, amb Giovanni Sgambati, va estudiar composició al Conservatori de Nàpols amb Paolo Serrao. La seva òpera Labilia va guanyar el segon premi en un concurs d'òpera Sonzogno de 1890 organitzat per l'editor de música milanès Edoardo Sonzogno i estrenada a Roma el 9 de maig de 1890; el primer premi va ser per a Pietro Mascagni per Cavalleria rusticana. La seva obra més coneguda és A Basso Porto, que es va estrenar a Colònia el 18 d'abril de 1894 amb gran aclamació popular. Va morir d'una greu malaltia mentre escrivia la Trilogia di dorina, sobre un text de Luigi Illica.